# 約丹巴赫河
52°48′07″N 9°29′51″E / 52.80200576272092°N 9.497568011283875°E
約丹巴赫河（德語：Jordanbach），是德國的河流，位於該國西北部，由下薩克森州負責管轄，屬於伯默河的右支流，河道全長7.7公里，流域面積15.6平方公里。